# Henri Dutrochet

Henri Dutrochet

Henri René Joachim Dutrochet (* 14. November 1776 in Néon, Poitou; † 4. Februar 1847 in Paris) war ein französischer Botaniker. Sein offizielles botanisches Autorenkürzel lautet „Dutr.“
Dutrochet studierte ab 1802 Medizin an der Universität von Paris, wo er 1806 zum Dr. med. promovierte. Ab 1808 war er Militärarzt in Spanien. Nach einer Erkrankung an Typhus lebte er bei Château-Renault. Ab 1810 war er Privatgelehrter und lebte zeitweise in Paris.
Dutrochet erforschte das Prinzip der Osmose und prägte die Begriffe Endosmose und Exosmose. Auch beobachtete er als einer der ersten Botaniker die Vermehrung der Zellen durch Teilung. Er betonte als einer der ersten Naturforscher die Bedeutung der Zellen für die Organismen. Weiter entdeckte er den Zusammenhang zwischen dem Vorkommen von Chlorophyll in Pflanzen und der Photosynthese. Ab 1831 war er Mitglied der Akademie der Wissenschaften in Paris.
Die auf den Maskarenen endemische Pflanzengattung Trochetia (Malvaceae) ist nach ihm benannt.

## Schriften

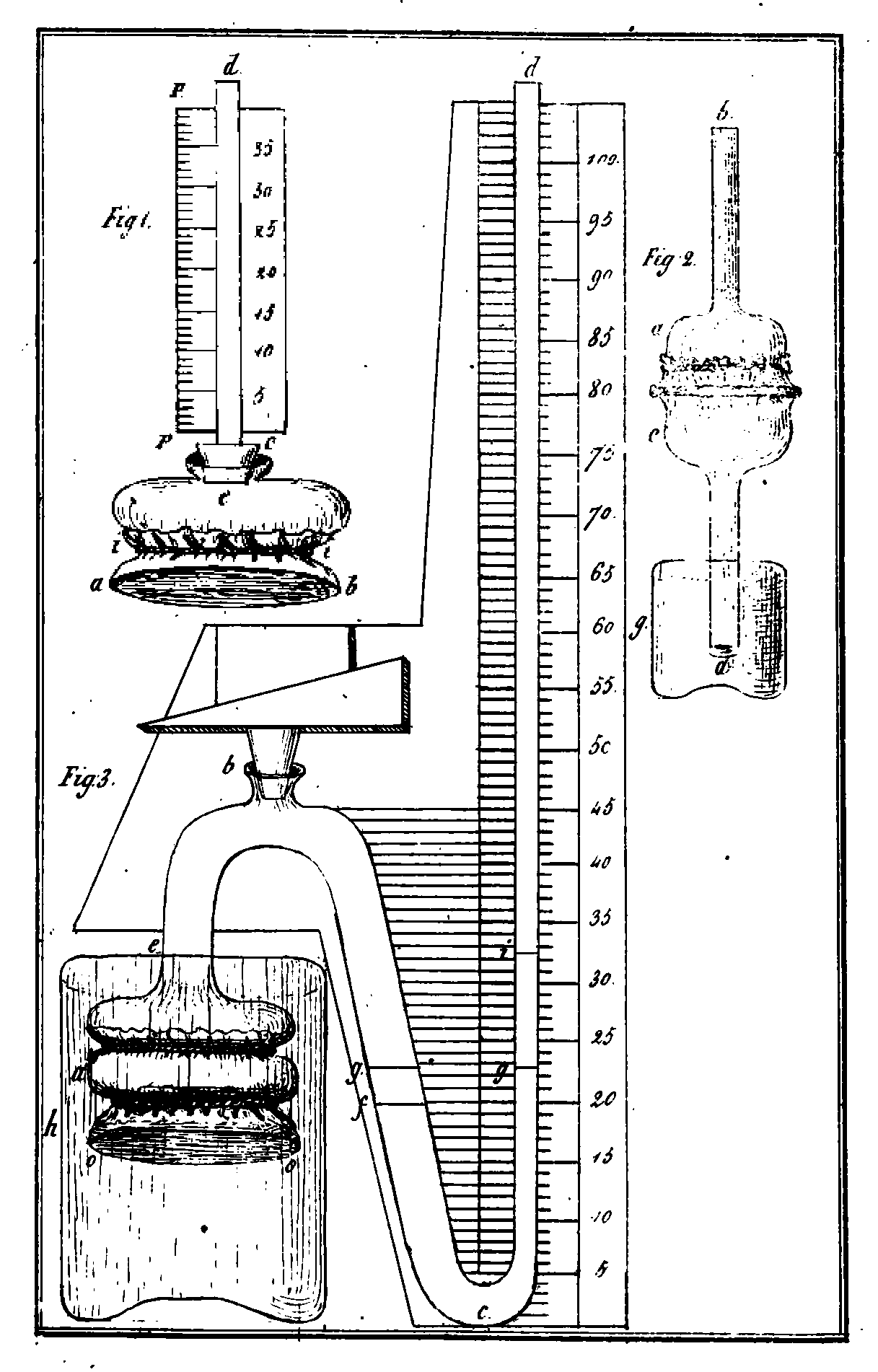
Von Dutrochet entwickeltes Endosmometer aus Nouvelles recherches

- L’agent immédiat du mouvement vital dévoilé dans sa nature et dans son mode d’action, chez les végétaux et chez les animaux. Paris : Dentu, 1826
- Nouvelles Recherches sur l’Endosmose et l’Exosmose, suivies de l’application expérimentales de ces actions physiques à la solution du problême de l’irritabilité végétale. Paris, 1828
- Observations sur les champignons ; lues à l’Académie. Paris 1834
- Observations sur les variations accidentelles du mode, suivant lequel les feuilles sont distribuées sur les tiges des végétaux : Lues à l’Académie. Paris 1834
- De la déviation descendante et ascendante de l’accroissement des arbres en diamètre : Lu à l’Académie. Paris, 1835
- Observations sur la forme et la structure primitives des Embryons végétaux. Paris, 1835
- Mémoires pour servir à l’histoire anatomique et physiologique des végétaux et des animaux. Paris: Baillière, 1837
- Physiologische Untersuchungen über die Beweglichkeit der Pflanzen und der Tiere (1824). Übersetzt und herausgegeben von Alexander Nathansohn. Ostwalds Klassiker 154, Leipzig 1906